# Cacimbas
Cacimbas is een gemeente in de Braziliaanse deelstaat Paraíba. De gemeente telt 7.029 inwoners (schatting 2009).
De gemeente grenst aan Areia de Baraúnas, Taperoá, Desterro en Teixeira.